# 한백고등학교
한백고등학교(漢白高等學校)는 대한민국 경기도 화성시 영천동에 있는 공립 고등학교이다.

## 학교 연혁
- 2016년 1월 4일 : 한백고등학교 설립 인가(일반 학급 30, 특수 학급 1)
- 2016년 3월 1일 : 초대 교장 이우탁 취임
- 2016년 3월 1일 : 개교(1학년 일반 학급 10, 특수 학급 1)
- 2016년 3월 2일 : 제1회 입학식(남 252명, 여 150명 계 402명)
- 2016년 4월 1일 : 자기 주도적 학습실 구축
- 2016년 4월 14일 : 학교 시설 '녹색 건축 인증' 획득, 인증서 교부받음 (인증 기간 2016.04.14. ~ 2021.04.13.)
- 2016년 6월 3일 : 개교 기념식 거행(6월 첫째 금요일을 개교기념일로 정함)
- 2016년 6월 3일 : 교훈석 건립
- 2017년 11월 27일 : 도서관 리모델링 완공
- 2019년 1월 10일 : 제1회 졸업식(409명)
- 2022년 3월 2일 : 제3대 교장 김장성 취임
- 2023년 3월 2일 : 제8회 입학식(남 206명, 여 188명 합계 394명)
- 2024년 1월 5일 : 제6회 졸업식(326명)

## 참고 자료
- 한백고등학교 - 한국교육학술정보원 학교알리미